# Hubert Zoudenbalch

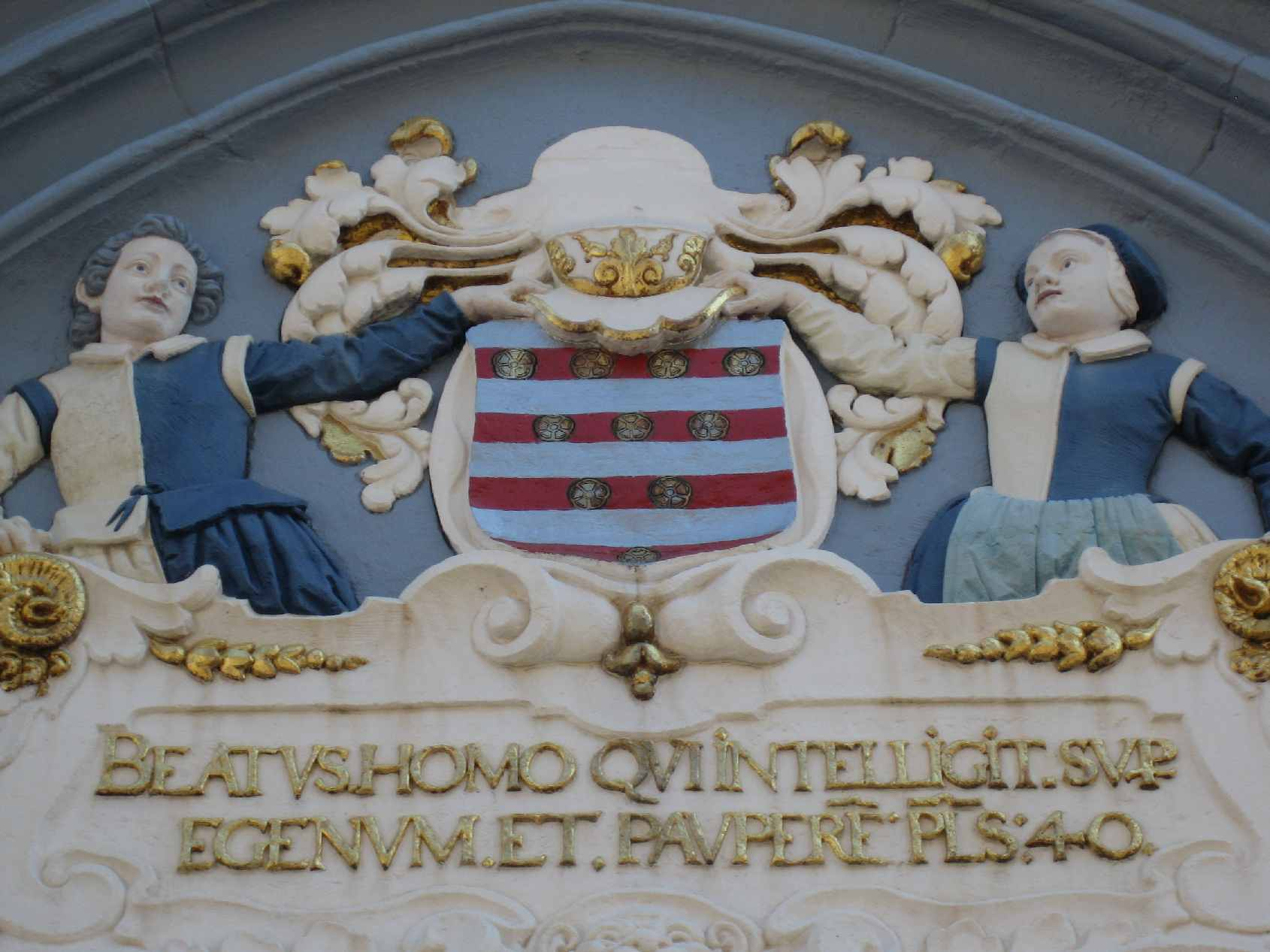
Familiewapen Zoudenbalch

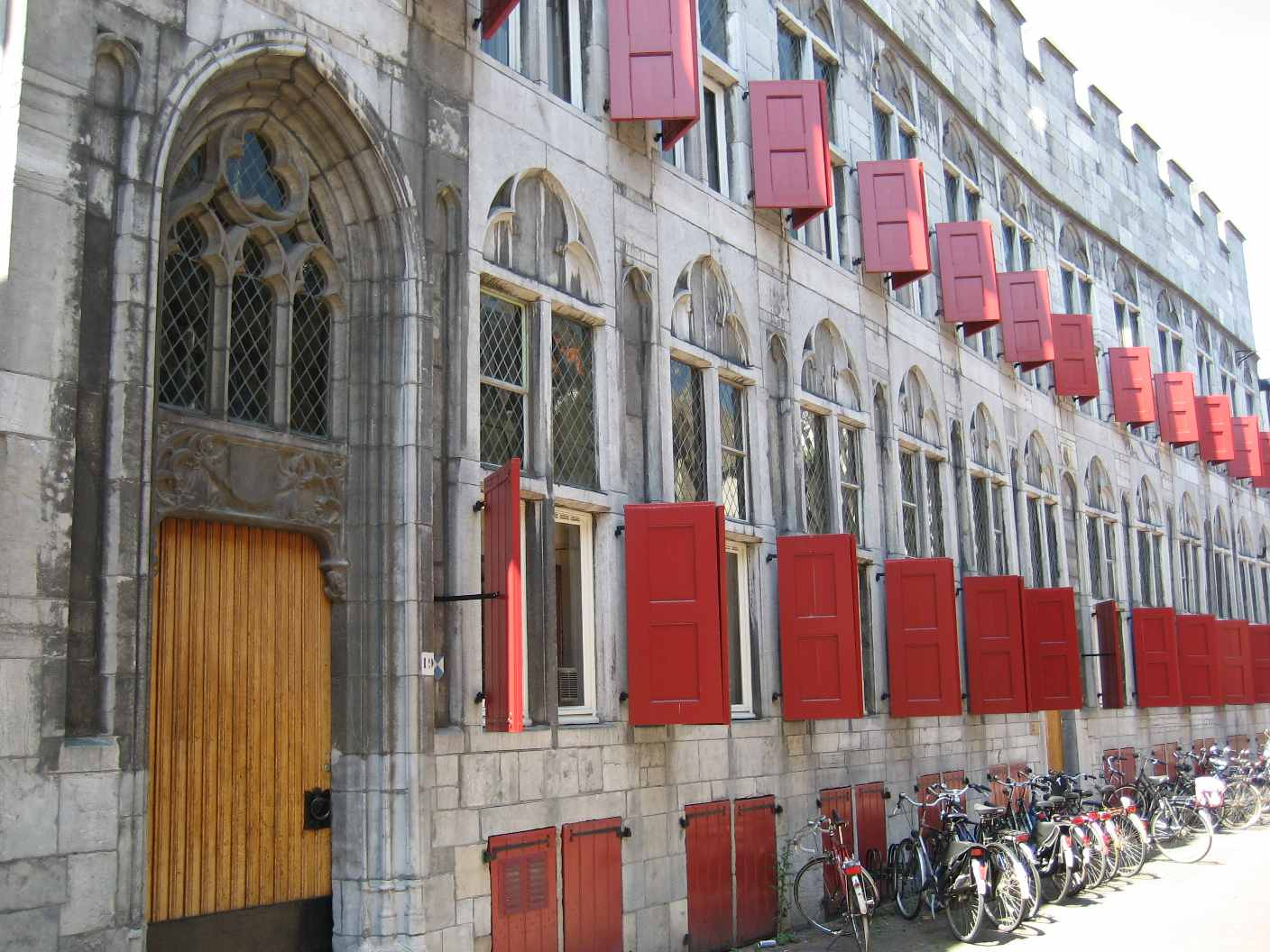
Huis Zoudenbalch in de Donkerstraat te Utrecht.

Hubert II Zoudenbalch, ook wel Hubrecht Soudenbalch, (voor 1392 - Utrecht, 16 juni 1450) was een zoon van Gerrit V Zoudenbalch en Hadewich Florensdr van Pallaes.
Hubert maakte deel uit van het in de stad Utrecht bekende geslacht Zoudenbalch. Eeuwenlang was deze familie binnen de Utrechtse politiek en geestelijkheid een belangrijke factor. Over Hubert zelf zijn relatief weinig gegevens voorhanden. 
In Utrecht had Hubert diverse panden in gebruik tussen de Mariaplaats en Donkerstraat. Hij raakte daarnaast betrokken in het Utrechts Schisma, een langdurige opvolgingsstrijd  vanaf 1423 over wie de nieuwe bisschop van Utrecht zou worden. Zweder van Culemborg werd in de beginperiode van dat conflict door de paus benoemd echter Rudolf van Diepholt werd lokaal verkozen. Er barstte een strijd los tussen die twee en hun aanhangers. Zweder van Culemborg werd rond 1425 in de strijd de stad uitgejaagd. In 1427 voerde hij vervolgens met diverse getrouwen, waaronder Hubert Zoudenbalch, een verrassingsaanval op de stad uit om de macht over te nemen maar de poging mislukte. Diverse aanhangers werden ter dood veroordeeld echter Hubert Zoudenbalch en Zweder van Culemborg wisten te ontkomen. Hubert werd daarop verbannen waarna hij vermoedelijk met zijn gezin zijn ballingschap in Leiden doorbracht. Omstreeks 1434 mochten bannelingen weer terugkomen en waarschijnlijk ook Hubert. In 1450 stierf Hubert en dat jaar kreeg zijn zoon Evert van hem en zijn vrouw alle bezittingen in Utrecht toegewezen. Evert zou het bezit aanzienlijk uitbreiden en vooraanstaande functies gaan bekleden. Huberts zoon Gerrit zou onder meer burgemeester van Utrecht worden.
In 1423 wordt hij genoemd als eigenaar van de hoeve Groot Weerhorst op het Hoogland.

## Huwelijken en kinderen
Hubert Zoudenbalch trouwde (1) voor 1424 met een vrouw van Utenveen ook genaamd van Veen waarvan de voornaam onbekend is. Hij trouwde (2) voor 1431 met Waltera Evertsdr Schouten van de Kelder (voor 1410 - 17 december 1475). Zij was een dochter van Evert Schouten van de Kelder en een dochter van Steven van Colenberg. 
 Uit zijn eerste huwelijk werd geboren:
- Evert I Zoudenbalch.
- Aleid II Zoudenbalch (voor 1430-). Zij trouwde met Frank van IJsselstein van den Bossche (- voor 1490) in 1455 schepen van Utrecht. Hij was een zoon van Herbaren van IJsselstein van den Bossche heer van Bossche en Uitermeer in 1400 beleend met rente te Hazerswoude en in 1405 beleend met Ankeveen en in 1411 baljuw van Medemblik en Johanna van Heemstede.

Uit zijn tweede huwelijk werden geboren:
- Gerrit X Zoudenbalch
- Stefania Zoudenbalch (- Zuilen, 14 oktober 1484) abdis in het vrouwenklooster Mariëndaal te Zuilen.
- Beatrix III Zoudenbalch. ( - Utrecht, 1491). Zij was van 1465 tot 1491 Priores van het premonstratenzers Wittevrouwenklooster te Utrecht en werd aldaar in 1491 begraven.